# Le Parrain
Le Parrain är en bergstopp i Schweiz.   Den ligger i distriktet Entremont och kantonen Valais, i den södra delen av landet, 100 km söder om huvudstaden Bern. Toppen på Le Parrain är 3 259 meter över havet, eller 127 meter över den omgivande terrängen. Bredden vid basen är 0,65 km.
Terrängen runt Le Parrain är huvudsakligen mycket bergig. Närmaste större samhälle är Bagnes, 11,2 km väster om Le Parrain. 
Trakten runt Le Parrain är permanent täckt av is och snö. Runt Le Parrain är det ganska glesbefolkat, med 23 invånare per kvadratkilometer.